# Dichaea tuberculilabris
Dichaea tuberculilabris là một loài thực vật có hoa trong họ Lan. Loài này được Folsom mô tả khoa học đầu tiên năm 1994.